# Сю Сю: Сосланная
Сю Сю: Сосланная (кит. 天浴, англ. Xiu Xiu: The Sent Down Girl) — китайская кинодрама 1998 года, основанная на рассказе китайской писательницы Янь Гэлин, режиссёрский дебют китайско-американской актрисы Джоан Чэнь. В центре повествования  — история девушки Сю Сю, которая в конце «культурной революции» оказывается сосланной на безлюдную тибетскую окраину. Чтобы вернуться в город, девушке необходимы документы, для получения которых она готова пожертвовать собственной невинностью.
Картина привлекла внимание критиков не только благодаря отражению неприглядной стороны китайского прошлого, но и из-за наличия фронтального оголения и постельных сцен. Самой Ли Сяолу на момент съёмок было 16 лет, и, по собственному заявлению, она не снималась в постельных сценах, вместо неё и без её ведома была использована дублёрша, которая тем не менее не была указана в титрах. Несмотря на то, что дебютная картина принесла молодой актрисе общенациональную известность (картина получила 7 наград «Золотая лошадь», в том числе и в номинации «Лучшая актриса»), Сяолу оставалась недовольна опытом работы с Джоан Чэнь и наотрез отказывалась сотрудничать с ней в дальнейшем.

## Сюжет
Сю Сю (кит. 秀秀) — 15-летняя девушка из Чэнду. В годы «культурной революции» в ходе движения «вниз — в деревню, вверх — в горы» она была сослана в Тибет. Её единственным спутником становится пастух Лао Цзинь, который проникается симпатией к юной девушке. Изначально Сю Сю обещают, что через шесть месяцев она вернётся в город, но по истечении полугода девушка, которая тяготится жизнью в степи, обнаруживает, что документов на возвращение она получить не может и про неё просто забыли.
Когда Сю Сю теряет надежду, она ведётся на ложь мелкого торгаша, который обещает предоставить документы, если та согласится разделить с ним постель. Сю Сю соглашается, но оказывается обманута: торгаш не только не возвращается, но и направляет к Сю Сю других мужчин, каждый из которых утверждает, что является важным чиновником, обещает наивной девушке достать документы и в качестве аванса получает от неё секс. Лао Цзинь, который был кастрирован много лет назад в ходе племенных междоусобиц, питает к Сю Сю глубокие и нежные чувства, однако вынужден молчаливо наблюдать, как девушка постепенно деградирует.
Сю Сю беременеет и делает аборт в больнице. После операции её насилует один из пациентов, который ранее выстрелил себе в ногу, чтобы получить пособие по инвалидности. Лао Цзинь нападает на насильника, но его сдерживают другие пациенты, в то время как врачи и медсёстры ехидничают, что Сю Сю рада была тому, что её изнасиловали.
После того, как Сю выходит из больницы, она пытается выстрелить себе в ногу, чтобы её отправили домой, но не может заставить себя нажать на курок. Она просит Лао Цзиня прострелить ей ногу, затем передумывает и вместо этого просит его застрелить её. Он делает это, затем стреляет в себя и падает на её тело, чтобы они могли наконец быть вместе после смерти.

## В ролях
- Ли Сяолу — Вэньсю (Сю Сю)
- Лопсан — Лао Цзинь
- Чжэн Цянь — Ли Чуаньбэй
- Гао Цзэ — мать Вэньсю
- Люй Юэ — отец Вэньсю

## Идея фильма и процесс съёмок
Режиссёр фильма Джоан Чэнь (урождённая — Чэнь Чун) родилась в Китае, в интеллигентной и обеспеченной семье врачей; её бабушка и дедушка получили образование в Оксфорде, родители учились в Гарварде. Будущая актриса получила образование в Шанхайской киноакадемии, а также в престижном Шанхайском университете иностранных языков. Первый фильм с участием Чэнь вышел в 1977 году, на тот момент ей было 16 лет. В 1980 году Чэнь сыграла в военной драме фильме «Цветочек» (режиссёр Чжан Чжэн), за который получила премию «Сто цветов». В 1981 году Чэнь уехала на учёбу в США, где училась в колледже: сначала в Государственном Университете Нью-Йорка в Нью-Палтце, а затем в Калифорнийском университете в Нортридже. После завершения обучения Чэнь играла в боевиках (например, «Ночной охотник» (1986)), а также в эпических драмах: роль наложницы Мэй-Мэй в «Тай-Пэне» Дэрила Дьюка и императрицы Вань Жун в «Последнем императоре» (1987) Бернардо Бертолуччи. В 1989 году Джоан Чэнь стала гражданкой Соединённых Штатов.
Судьбоносным для актрисы стал 1990 год. Роль в телесериале «Твин Пикс» прославила её на всю Америку. В культовой фантастической драме Дэвида Линча Чэнь исполнила роль Джози Пэккард, вдовы Эндрю Пэккарда, влюблённую в шерифа Трумэна. Однако голливудская практика типажирования азиатов привела к тому, что с тех пор у Чэнь было крайне мало интересных ролей, что не устраивало актрису, которая хотела достичь большего в творчеством плане: «Я поняла, что я просто больше не хочу этим заниматься, потому что я слишком люблю кино и в какой-то момент мне стало слишком больно мириться с блеклостью [предлагаемых ролей]».
В 1997 году, заручившись поддержкой спонсоров, а также использовав личные сбережения, Чэнь приступила к съёмкам собственного фильма. В основу сценария был положен рассказ писательницы Янь Гэлин, которая, как и Чэнь, родилась в Китае, а затем эмигрировала в США. По словам Янь, рассказ был основан на реальной истории её подруги, которая отдалась за возвращение в город, однако события происходили не в Тибете.
Объясняя свой выбор истории, режиссёр сообщила:

Я должна была это сделать. Это была история о моем поколении, о целых 10 годах нашей жизни, и никто толком её не рассказывал. Кроме того, визуально тибетский пейзаж чрезвычайно вписывался в рассказ, добавлял кинематографической красоты и остроты <…>. Фильм предстал передо мной, когда я была [в Тибете], и поэтому я поняла, что должна снять его там.Оригинальный текст (англ.) I needed to make it. It was a story about my generation, about a whole 10 years of our lives, and nobody really told it. And also visually, the Tibetan landscape was extremely suitable to tell that story as well as attain cinematic beauty and poignancy.... The movie was born to me while I was [in Tibet] and so I realized I must shoot it there.

Для съёмок в Китае Чэнь подала заявку в Национальное управление радио и телевидения, однако получила отказ. В результате она приняла решение проводить съёмки тайно: это касалось как съёмок на местности в Тибете, так и съёмок интерьеров в шанхайской студии. Чэнь называла такой стрессовый опыт крайне травматическим и признавалась, что никогда бы не согласилась на это повторно.

## Отзывы и критика
После выхода фильма режиссёр Джоан Чэнь была оштрафована правительством Китая на 50 000 долларов и получила запрет на любые съёмки в Китае, поскольку съёмки в Тибете были произведены без соответствующего разрешения от Национального управления радио и телевидения. При этом сама режиссёр заявляла, что надеется продолжить съёмки в Китае, как по причине интересующей её тематики, так и по причине более дешёвого производства. Уже в октябре 2000 года Чэнь смогла посетить Китай.
Критики встретили фильм неоднозначно. Полин Чень признавала, что картина хорошо снята и хорошо сыграна, однако в качестве недостатка указывала на одномерность главной героини, которая просто изображена режиссёром как жертва, и характер которой не получает никакого развития. К похожему мнению пришёл в своей рецензии и кинокритик Пол Фонороф, который отмечал, что картина страдает от избытка мелодраматизма, к тому же непонятной является роль рассказчика, юного парня, влюблённого в Сю Сю и знакомого с ней по Чэнду. Рассказчик никак не мог быть свидетелем событий, происходящих с Сю Сю в Тибете, а скорее был задействован режиссёром, чтобы история была не рассказана ни самой Сю Сю, ни Лао Цзином.
Сама Ли Сяолу заявляла, что режиссёр не поставила её в известность относительно сцен в ванной и сцен с фронтальным оголением, где была задействована дублёрша:

Чэнь Чун очень серьёзно относится к работе, она также хороший актёр и режиссёр, но у нас разные образы жизни и взгляды. Она живёт в Соединённых Штатах уже много лет и снялась во многих западных фильмах. Её мышление стало очень западным, в том числе то, как она снимает фильмы, это очень близко к Голливуду. Она считает нормальным, что в каждом фильме есть откровенные сцены. Я так не думаю, и я абсолютно не могу продавать свою личность. Из-за этого я отказалась сниматься и у меня был с ней острый конфликт, ведь я была несовершеннолетней девочкой, а в договоре было прописано, что не должно быть откровенных сцен. Видя, что я настроена очень решительно, она внесла изменения в сценарий. Больше всего я не хотела, чтобы в фильме были сцены в ванной, постельные сцены и обнажёнка. Позже я узнала, что это всё было позже доснято в США с использованием дублерши. Люди, которые не знают правды, думают, что это я. Я чувствовала себя обиженной и обманутой. Хотя фильм и принёс мне известность, он не является для меня любимым.
Оригинальный текст (кит.)陈冲阿姨工作态度非常认真，也是一个好演员、好导演，可我们的生活方式和观念不同。她在美国呆了很多年，拍了很多西方的电影，思想已非常西方化了，包括拍电影的手法已经非常接近好莱坞了。她认为每部片子都有暴露镜头是很正常的。我则不这样认为，我坚决不能出卖自己的人格。因为这事我在片场罢拍与她发生了激烈的冲突，因为我是未成年少女，合约里写着不能有暴露镜头，见我如此坚决，她只好把本子作了修改。我最不愿意的是上映的影片里有洗澡镜头、床上戏和裸戏，我后来才知道那是她后期制作时在美国补拍的，用的是替身。不明真相的人以为是我自己呢。我感到受到了伤害与欺骗。尽管这部戏给我带来了莫大的荣誉，但却不是我的最爱。
В честь фильма и его героини была названа американская экспериментальная группа Xiu Xiu.

## Награды и номинации
| Год  | Премия                              | Категория                            | Лауреат                                                  | Результат | Прим.  |
| ---- | ----------------------------------- | ------------------------------------ | -------------------------------------------------------- | --------- | ------ |
| 1998 | Золотая лошадь (Тайбэй, Тайвань)    | Лучший полнометражный фильм          | «Сю Сю: Сосланная»                                       | Победа    | [ 9 ]  |
| 1998 | Золотая лошадь (Тайбэй, Тайвань)    | Лучший режиссёр                      | Джоан Чэнь                                               | Победа    | [ 9 ]  |
| 1998 | Золотая лошадь (Тайбэй, Тайвань)    | Лучшая актриса                       | Ли Сяолу                                                 | Победа    | [ 9 ]  |
| 1998 | Золотая лошадь (Тайбэй, Тайвань)    | Лучшая песня из оригинального фильма | «Желанная вода» (автор слов и композитор: Чэнь Хуаньчан) | Победа    | [ 9 ]  |
| 1998 | Золотая лошадь (Тайбэй, Тайвань)    | Лучший актёр                         | Лопсан                                                   | Победа    | [ 9 ]  |
| 1998 | Золотая лошадь (Тайбэй, Тайвань)    | Лучший адаптированный сценарий       | Джоан Чэнь, Янь Гэлин                                    | Победа    | [ 9 ]  |
| 1998 | Золотая лошадь (Тайбэй, Тайвань)    | Лучший саундтрек к фильму            | Чэнь Хуаньчан                                            | Победа    | [ 9 ]  |
| 1998 | Берлинский кинофестиваль            | Золотой Медведь                      | «Сю Сю: Сосланная»                                       | Номинация | [ 10 ] |
| 1998 | Кинофестиваль в Форт-Лодердейле     | Лучший драматический фильм           | «Сю Сю: Сосланная»                                       | Победа    | [ 11 ] |
| 1999 | Парижский кинофестиваль             | Приз жюри                            | «Сю Сю: Сосланная»                                       | Победа    | [ 11 ] |
| 1999 | Национальный совет кинокритиков США | Международная премия свободы         | «Сю Сю: Сосланная»                                       | Победа    | [ 12 ] |